# 大迫敬介
大迫 敬介（おおさこ けいすけ、1999年7月28日 - ）は、鹿児島県出水市出身のプロサッカー選手。Jリーグ・サンフレッチェ広島所属。ポジションはゴールキーパー（GK）。日本代表。

## 経歴
中学時代までを鹿児島県で過ごした。小学4年生の時には兄の試合に混ざり、中学3年生のシュートを何度も止める活躍を見せた。2015年にサンフレッチェ広島ユースに入団。高校1年次からトップチームのキャンプにも参加した。高校2年次には守護神として高円宮杯U-18サッカーリーグ プレミアリーグWESTの優勝に貢献し、チャンピオンシップでは青森山田高校に敗れたがMIPを獲得した。2017年3月、サンフレッチェ広島とプロ契約をした。
2018年にトップチームに昇格。2年目の2019年、正GK林卓人の負傷により2月19日に行われたACL・プレーオフのチェンライ・ユナイテッドFC戦で公式戦デビューすると、好セーブを連発しPK戦の末の完封勝ちに貢献。その4日後に行われたJ1リーグ開幕戦・清水エスパルス戦でもスタメン出場しJリーグデビューを果たした。このまま2019シーズンは林にポジションを譲ることなくレギュラーとしてリーグ戦29試合に出場するなど飛躍のシーズンとなった。
2020シーズンも開幕スタメンを勝ち取ったが、新型コロナウイルスの影響で中断期間を挟み、中断期間明けに林にポジションを奪われてしまったため、結局このシーズンは林より4試合少ない15試合の出場に留まった。
2021シーズンは、林を抑えて開幕スタメンを勝ち取った。その後も不動のレギュラーとして出場を続けていたが、自身の不調から三度林の後塵を拝し、後半戦はベンチを温める試合が増えた。
2022シーズンは、引き続き第2GKとしてスタートしたが、林の負傷離脱に伴い正GKに昇格すると、安定したパフォーマンスを披露。林復帰後も守護神の座を守り、同年のルヴァンカップ優勝に貢献した。
2023シーズンは、開幕戦からスタメンとして出場すると安定したプレーを披露し、チームをリーグ3位に導く活躍を見せ個人としてもリーグ戦34試合に出場した。
2024シーズンは、林が引退したため林の引退セレモニーで背番号1を受け継いだ。シーズン通して守護神として活躍し、自身初の全試合フルタイム出場を果たすも、チームは2位となり優勝を逃した。

### 代表
2019年5月23日、キリンチャレンジカップの日本代表メンバーに初選出。その翌日に発表されたコパ・アメリカに臨む東京五輪世代中心で構成された日本代表にも選出された。6月18日、コパ・アメリカ初戦のチリ戦で代表デビューを果たした。同年12月にはEAFF E-1サッカー選手権2019に出場する日本代表に選出された。
東京五輪世代の世代別代表では2019年から保っていた守護神の座を谷晃生にポジションを奪われる形となり、第2GKで東京五輪に参加。結果、大会を通して出場は無かった。
W杯後日本代表に選出されるとクラブで出場機会が減ったシュミット・ダニエル、負傷した中村航輔に代わり出場機会を増やし、AFCアジアカップ2023では守護神としての活躍が期待されたが、大会直前に負傷しメンバー入りはならなかった。

## 人物・エピソード
- 目標とするゴールキーパーはマヌエル・ノイアー。守備範囲の広さやディフェンスラインの背後をケアする技術を参考としている[16]。
- 広島ユース時代に監督として指導に携わった沢田謙太郎からは「アイツの一番いいところは、どんなときも下を向かずやれる」と、2019年より広島GKコーチを務めている澤村公康からは「敬介の一番の強みは常に平常心でいられる」とともにメンタル面を評価されている[6]。
- 3人兄弟の次男として育った。小学校1年生で兄に誘われサッカーを始め、鬼ごっこよりボール遊びを好む活発な少年だったと振り返っている[17][18]。
- 中学～高校時代は自然豊かな環境で独学のGK練習を続け、特に「自分で考えたトレーニングメニューを後輩に教えることが楽しかった」と語っている[19]。
- 「天然」と評されるマイペースな性格で、のんびりしていても退屈しないタイプを自称する。また、リフレッシュ法としては読書やギター演奏、カフェでコーヒーを飲みながら本を読むことを好むと語っており、栄養学の本なども読む知的好奇心の高さがうかがえる[20]。
- 好きな音楽はB'zで、特に「イチブトゼンブ」を試合前に聴くと語る。また、リフレッシュに温泉やカフェでのコーヒーブレイクを挙げている[21]。
- 家族や友人との関係を大切にしており、兄とは「違う形でもまた同じ舞台に立とう」と互いに約束し合ったという絆があり、父母からは「活躍しても天狗になるな」と教えられたという[22].

## 所属クラブ
- 江内サッカースポーツ少年団
- フェリシドFC
- 2015年 - 2017年 サンフレッチェ広島ユース（広島県立吉田高等学校） 
  - 2017年 サンフレッチェ広島（2種登録選手）
- 2018年 - サンフレッチェ広島

## 個人成績
| 国内大会個人成績 | 国内大会個人成績 | 国内大会個人成績 | 国内大会個人成績 | 国内大会個人成績 | 国内大会個人成績 | 国内大会個人成績 | 国内大会個人成績 | 国内大会個人成績 | 国内大会個人成績 | 国内大会個人成績 | 国内大会個人成績 |
| 年度             | クラブ           | 背番号           | リーグ           | リーグ戦         | リーグ戦         | リーグ杯         | リーグ杯         | オープン杯       | オープン杯       | 期間通算         | 期間通算         |
| 年度             | クラブ           | 背番号           | リーグ           | 出場             | 得点             | 出場             | 得点             | 出場             | 得点             | 出場             | 得点             |
| 日本             | 日本             | 日本             | 日本             | リーグ戦         | リーグ戦         | リーグ杯         | リーグ杯         | 天皇杯           | 天皇杯           | 期間通算         | 期間通算         |
| ---------------- | ---------------- | ---------------- | ---------------- | ---------------- | ---------------- | ---------------- | ---------------- | ---------------- | ---------------- | ---------------- | ---------------- |
| 2018             | 広島             | 38               | J1               | 0                | 0                | 0                | 0                | 0                | 0                | 0                | 0                |
| 2019             | 広島             | 38               | J1               | 29               | 0                | 0                | 0                | 1                | 0                | 30               | 0                |
| 2020             | 広島             | 38               | J1               | 15               | 0                | 1                | 0                | -                | -                | 16               | 0                |
| 2021             | 広島             | 38               | J1               | 27               | 0                | 0                | 0                | 0                | 0                | 27               | 0                |
| 2022             | 広島             | 38               | J1               | 28               | 0                | 8                | 0                | 5                | 0                | 41               | 0                |
| 2023             | 広島             | 38               | J1               | 34               | 0                | 3                | 0                | 2                | 0                | 39               | 0                |
| 2024             | 広島             | 1                | J1               | 38               | 0                | 2                | 0                | 2                | 0                | 42               | 0                |
| 通算             | 日本             | 日本             | J1               | 171              | 0                | 14               | 0                | 10               | 0                | 195              | 0                |
| 総通算           | 総通算           | 総通算           | 総通算           | 171              | 0                | 14               | 0                | 10               | 0                | 195              | 0                |

- 2017年、2種登録選手として公式戦出場は無し（背番号38）

| 国際大会個人成績 | 国際大会個人成績 | 国際大会個人成績 | 国際大会個人成績 | 国際大会個人成績 |
| 年度             | クラブ           | 背番号           | 出場             | 得点             |
| AFC              | AFC              | AFC              | ACL              | ACL              |
| ---------------- | ---------------- | ---------------- | ---------------- | ---------------- |
| 2019             | 広島             | 38               | 3                | 0                |
| 2024-25          | 広島             | 1                | 6                | 0                |
| 通算             | AFC              | AFC              | 9                | 0                |

その他の国際公式戦
- 2019年
  - AFCチャンピオンズリーグ・プレーオフ 1試合0得点

### 出場歴
- 公式戦初出場 - 2019年2月19日 ACLプレーオフ チェンライ・ユナイテッドFC戦（広島広域公園陸上競技場）
- Jリーグ初出場 - 2019年2月23日 J1第1節 清水エスパルス戦（エディオンスタジアム広島）

## タイトル

### チーム
サンフレッチェ広島ユース
- 高円宮杯U-18サッカーリーグ プレミアリーグWEST（2016年）

サンフレッチェ広島
- Jリーグカップ（2022年）

### 代表
- EAFF E-1サッカー選手権：2回（2022年、2025年）

### 個人
- 高円宮杯U-18サッカーリーグ・チャンピオンシップ MIP（2016年）
- J1リーグベストイレブン：1回（2024年）
- EAFF E-1サッカー選手権・最優秀GK（2025年）

## 代表歴

### 出場大会
- U-16日本代表
  - インターナショナルドリームカップ（2015年）
  - 平和祈念広島国際ユースサッカー （2015年）
  - 第11回デッレナツィオーニトーナメント（2015年）
- U-18 Jリーグ選抜
  - NEXT GENERATION MACH（2016年、2017年）
- U-17日本代表
  - サニックス杯国際ユースサッカー大会（2016年）
- U-18日本代表
  - バレンティン・グラナトキン国際フットボールトーナメント（2015年）
  - コパ・デル・アトランティコ（2017年）
  - U19-Four Nations（2017年）
  - AFC U-19選手権2018・予選（2017年）
- U-19日本代表
  - Panda Cup 2016（2016年）
  - トゥーロン国際大会（2017年）
  - インドネシア遠征（2018年）
  - ロシア遠征（2018年）
  - メキシコ遠征（2018年）
  - AFC U-19選手権（2018年）
  - ブラジル遠征（2018年）
- U-20日本代表
  - ドイツ遠征（2017年）
  - M-150カップ（2017年）
  - 欧州遠征（2019年）
- U-22日本代表
  - 北中米遠征（2019年）
  - ブラジル遠征（2019年）
  - キリンチャレンジカップ（2019年）
- U-23日本代表
  - AFC U-23選手権（2020年）
- U-24日本代表
  - SAISON CARD CUP 2021（2021年）
  - 東京オリンピック2020（2021年）
- 日本代表
  - コパ・アメリカ（2019年）
  - EAFF E-1サッカー選手権（2019年、2022年、2025年）
  - キリンチャレンジカップ（2023年）
  - 2026 FIFAワールドカップ・アジア2次予選兼AFCアジアカップ 2027・予選（2023年、2024年）
  - 2026 FIFAワールドカップ・アジア3次予選（2025年）

### 試合数
- 国際Aマッチ 10試合 0得点（2019年 - ）

| 日本代表 | 国際Aマッチ | 国際Aマッチ |
| 年       | 出場        | 得点        |
| -------- | ----------- | ----------- |
| 2019     | 2           | 0           |
| 2022     | 1           | 0           |
| 2023     | 4           | 0           |
| 2024     | 1           | 0           |
| 2025     | 2           | 0           |
| 通算     | 10          | 0           |

### 出場
| No. | 開催日         | 開催都市         | スタジアム                   | 対戦国         | 結果 | 監督   | 大会                                                               |
| --- | -------------- | ---------------- | ---------------------------- | -------------- | ---- | ------ | ------------------------------------------------------------------ |
| 1.  | 2019年6月17日  | サンパウロ       | エスタジオ・ド・モルンビー   | チリ           | ●0-4 | 森保一 | コパ・アメリカ2019                                                 |
| 2.  | 2019年12月14日 | 釜山             | 九徳総合運動場               | 香港           | ○5-0 | 森保一 | EAFF E-1サッカー選手権2019                                         |
| 3.  | 2022年7月24日  | 豊田             | 豊田スタジアム               | 中国           | △0-0 | 森保一 | EAFF E-1サッカー選手権2022                                         |
| 4.  | 2023年6月15日  | 豊田             | 豊田スタジアム               | エルサルバドル | ○6-0 | 森保一 | キリンチャレンジカップ2023                                         |
| 5.  | 2023年9月9日   | ヴォルフスブルク | フォルクスワーゲン・アレーナ | ドイツ         | ○4-1 | 森保一 | 国際親善試合                                                       |
| 6.  | 2023年10月13日 | 新潟             | デンカビッグスワンスタジアム | カナダ         | ○4-1 | 森保一 | MIZUHO BLUE DREAM MATCH 2023                                       |
| 7.  | 2023年11月16日 | 吹田             | 市立吹田サッカースタジアム   | ミャンマー     | ○5-0 | 森保一 | 2026 FIFAワールドカップ・アジア2次予選兼AFCアジアカップ 2027・予選 |
| 8.  | 2024年6月11日  | 広島             | エディオンピースウイング広島 | シリア         | ○5-0 | 森保一 | 2026 FIFAワールドカップ・アジア2次予選兼AFCアジアカップ 2027・予選 |
| 9.  | 2025年6月10日  | 吹田             | 市立吹田サッカースタジアム   | インドネシア   | ◯6-0 | 森保一 | 2026 FIFAワールドカップ・アジア3次予選                             |
| 10. | 2025年7月15日  | 龍仁             | 龍仁ミルスタジアム           | 韓国           | ◯1-0 | 森保一 | EAFF E-1サッカー選手権2025                                         |